# Famille Barnekow
La famille Barnekow est une famille de la noblesse allemande et de la noblesse danoise originaire du Mecklembourg, puis installée dans l'île de Rügen. Lorsque celle-ci passe avec la Scanie à la Suède par le traité de Roskilde en 1658, la branche danoise était inscrite dans la noblesse suédoise. La branche suédoise se divise en une branche de barons et une branche de comtes.
Le premier ancêtre mentionné est Alvericus de Bernekowe né à Barnekow, dans le futur Mecklembourg-Schwerin, autour de 1186. Il a un fils, Hinricus de Bernekowe qui lui-même a un fils Ulrik Barnekow, mentionné en 1307 en tant que témoin d'un traité entre le roi de Danemark Éric VI et Henri de Mecklembourg.
L'étymologie du nom de lieu Barnekow qu'a pris cette famille vient du wende baran (mouton), avec ek forme du diminutif et ow (ou ov en langue slave) marque du génitif pluriel.

## Quelques personnalités
- Hans Barnekow (mort en 1559), diplomate et membre du conseil privé du royaume de Danemark
- Christian Barnekow (1556-1612), diplomate danois et voyageur
- Baron Christian Barnekow (1694-1762) (sv), général suédois
- Baron Adolph Friedrich Barnekow (sv) (1744-1787), courtisan et directeur de théâtre
- Gustav von Barnekow (de) (1779-1838), général prussien
- Albert von Barnekow (1809-1895), général prussien
- Gustav von Barnekow (de) (1816-1882), général prussien
- Ulrich von Barnekow (de) (1816-1883), général prussien
- Christian Barnekow (1837-1913), compositeur
- Comte Adolf Barnekow (sv) (1838-1924), propriétaire terrien et homme politique suédois
- Baron Fredrik Barnekow (sv) (1839-1912), propriétaire terrien et homme politique suédois
- Friedrich von Barnekow (1848-1908), président du district d'Osnabrück
- Henning Marten Christoph von Barnekow (1839-1912), général prussien
- Comte Ragnar Barnekow (sv) (1877-1958), homme politique suédois
- Baron Raven von Barnekow (1897-1941), as allemand de l'aviation de la Première Guerre mondiale, général de la Luftwaffe

## Domaines

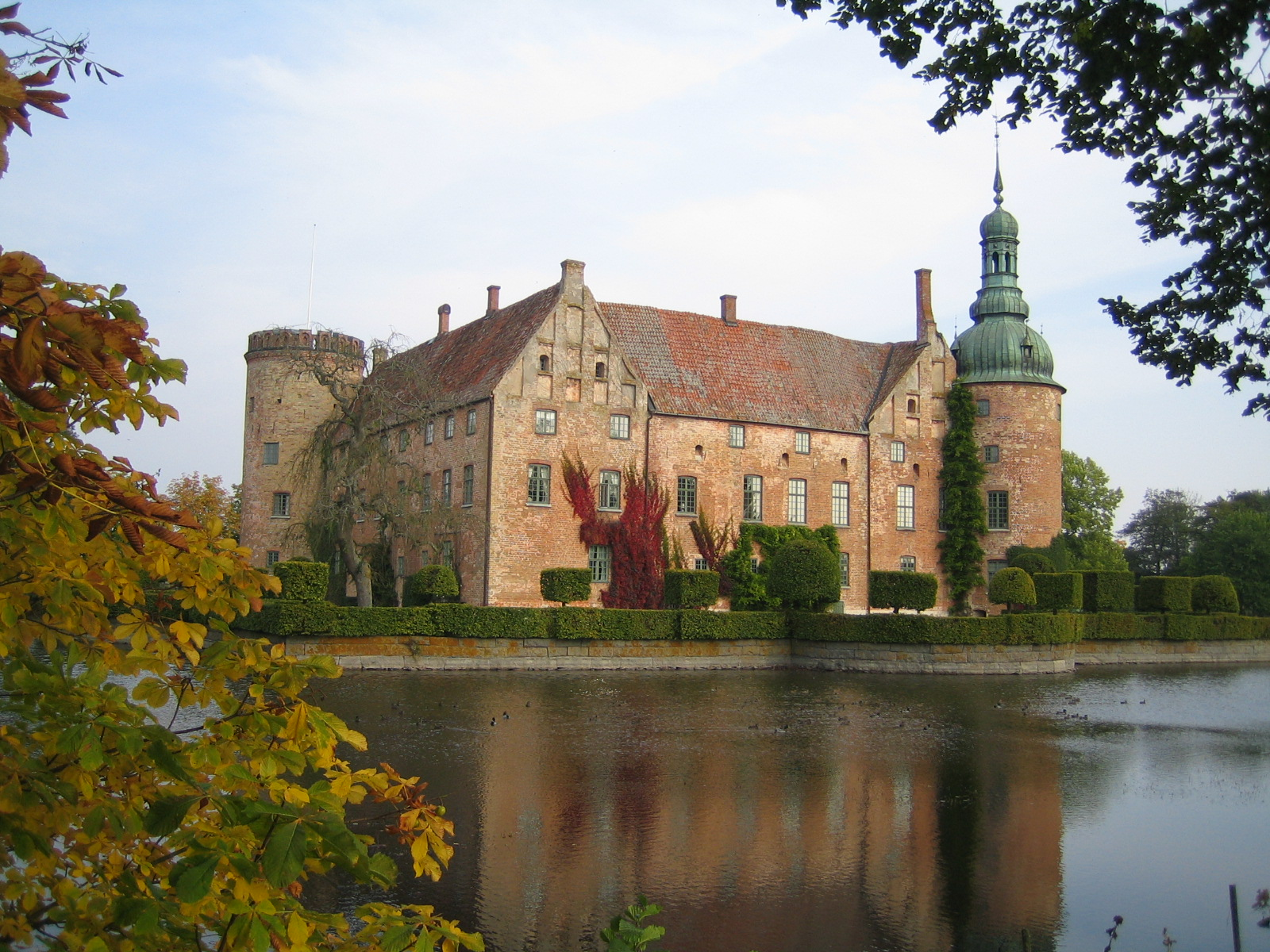
Vue du château de Vittskövle

- Domaine de Birkholm (Danemark)
- Domaine de Køkegård (Danemark)
- Domaine d'Ødemark (Danemark)
- Château de Sörbytorp (Suède)
- Domaine de Tølløse (Danemark)
- Château de Vittskövle (Scanie)

## Pour approfondir